# Vasinae
Vasinae is een onderfamilie van weekdieren uit de klasse van de Gastropoda (slakken).

## Geslachten
- Altivasum Hedley, 1914
- Enigmavasum Poppe & Tagaro, 2005
- Fyfea Finlay & Marwick, 1937 †
- Tudiclana Finlay & Marwick, 1937 †
- Tudivasum Rosenberg & Petit, 1987
- Vasum Röding, 1798